# Понт-Сајнт-Мартин (Долина Аосте)
Понт-Сајнт-Мартин (итал. Pont-Saint-Martin) је насеље у Италији у округу Долина Аосте, региону Долина Аосте.
Према процени из 2011. у насељу је живело 3828 становника. Насеље се налази на надморској висини од 328 м.

## Становништво
Према резултатима пописа становништва 2011. у општини је живело 4.005 становника.
| 1931. | 1936. | 1951. | 1961. | 1971. | 1981. | 1991. | 2001. | 2011. |
| ----- | ----- | ----- | ----- | ----- | ----- | ----- | ----- | ----- |
| 1.767 | 2.029 | 2.597 | 3.020 | 3.535 | 3.897 | 3.800 | 3.833 | 4.005 |

## Партнерски градови
- Бетера